# نانهاوزن
نانهاوزن (به آلمانی: Nannhausen) یک شهر در کشور آلمان است که در روستا راین-هونسروک واقع شده‌است. نانهاوزن حدود ۵۲۳ نفر جمعیت را در بر دارد.